# All About Anna
All About Anna (2005) var den tredje og foreløbigt sidste af Zentropas hardcore pornofilm for kvinder. Den er ikke produceret af Zentropas pornofilmafdeling Puzzy Power, men som en co-produktion mellem Zentropa og Innocent Pictures.
Filmen er instrueret af Jessica Nilsson og har Gry Bay, Mark Stevens og den franske pornostjerne Ovidie i hovedrollerne. Den handler om singlepigen Anna (Gry Bay), der via et aktivt sexliv søger at undgå romantiske forhold. Men da en tidligere kæreste (Mark Stevens) dukker op, begynder hun at tvivle på langtidsholdbarheden af sin hektiske livsstil. Samtidigt får hun tilbudt et job som kostumedesigner på et fransk teater, hvor nye fristelser lurer, bl.a. i form af den slibrige Pierre (Morten Schelbech) og den indsigtsfulde Sophie (Ovidie).
All About Anna blev udvalgt til det officielle program på bl.a. Zürich Film Festival og den italienske kvindefilmfestival Io, Isabella. I 2006 blev både Gry Bay og Mark Stevens nomineret til en Medien eLine Award som henholdsvis bedste kvindelige og bedste mandlige skuespiller. I 2007 vandt filmen tre Scandinavian Adult Awards, bl.a. som Bedste Film For Par.